# Zinedine Zidane
 Der er for få eller ingen kildehenvisninger i denne artikel, hvilket er et problem. Du kan hjælpe ved at angive troværdige kilder til de påstande, som fremføres i artiklen.

Zinedine Yazid Zidane (født 23. juni 1972 i Marseille, Frankrig) er en tidligere fransk fodboldspiller og nuværende fodboldtræner. 
Som aktiv spiller har han med Frankrigs fodboldlandshold vundet VM i 1998 og EM i 2000 og med sine klubber tillige UEFA Champions League, det spanske mesterskab og det italienske mesterskab.  Zidane blev kåret som verdens bedste fodboldspiller i 1998, 2000 og 2003, og som Årets Fodboldspiller i Europa i 1998. 
Som træner har han trænet Real Madrid C.F., som han førte til tre sejre i træk i Champions League.

## Karriere
Zidane begyndte sin professionelle karriere i Cannes og skiftede i 1992 til Bordeaux. Han skiftede herefter til italiensk fodbold, hvor han spillede i Juventus, hvor han opnåede 151 ligakampe og blev italiensk mester i 1996-97.
Efter tiden i Juventus skiftede til den spanske klub Real Madrid, hvor han sluttede spillerkarrieren. Med Real Madrid har han vundet Champions League i sæsonen 2001/2002 og det spanske mesterskab 2002/2003.
På det franske landshold nåede han gennem 12 år at spille 108 landskampe og score 31 mål. 
Han spillede sin sidste kamp for det franske landshold den 9. juli 2006 ved VM-finalen i Berlin mod Italien. Det blev en dramatisk afskedskamp for Zidane, idet han i kampens syvende minut scorede på straffespark, mens han i den forlængede spilletid blev udvist for at have givet den italienske forsvarsspiller Marco Materazzi en skalle i brystet. Zidane tangerede hermed to rekorder: Eftersom han også scorede i VM-finalen 1998 blev han fjerde spiller der scorede i to forskellige VM-finaler – de andre er Pelé og Vava fra Brasilien og Paul Breitner fra Vesttyskland – men han blev også den kun  anden spiller, der blev udvist ved to forskellige slutrunder, da han også fik rødt kort ved VM 1998. Den anden spiller er Song fra Cameroun ved udvisning i både 1994 og 98.
Zidane har siden 2013 både været sportsdirektør, assistenttræner og fra 2016 cheftræner for førsteholdet hos Real Madrid. Som træner vandt han La Liga i 2016-17 med Real Madrid, ligesom han førte klubben til sejr i Champions League tre gange i træk, 2016-2018. Kort efter CL-sejren i 2018 fratrådte Zidane sin stilling i Real Madrid på eget initiativ.

## Hæder

### Som spiller
FC Girondins de Bordeaux
- UEFA Intertoto Cup: 1995

Juventus F.C.
- Den Europæiske Supercup: 1996
- Intercontinental Cup: 1996
- Serie A: 1996–97 og 1997–98
- Den Italienske Supercup: 1997
- UEFA Intertoto Cup: 1999

Real Madrid C.F.
- Supercopa de España: 2001, 2003
- UEFA Champions League: 2001-02
- Den Europæiske Supercup: 2002
- Intercontinental Cup: 2002
- La Liga: 2002-03

Frankrigs landshold
- FIFA’s Verdensmesterskab
  - Kampe: 1998, 2002 og 2006
  - Vinder: 1998
  - Andenplads: 2006
- Europamesterskab
  - Kampe: 1996, 2000 og 2004
  - Vinder: 2000

Personlig hæder
- Ligue 1 Young Player of the Year: 1994
- Årets fodboldspiller i Ligue 1: 1996
- Årets udenlandske fodboldspiller i Serie A: 1997, 2001
- Bedste Midtbanespiller UEFA Champions League: 1998
- Ballon d'Or: 1998
- Årets Fodboldspiller i verden (FIFA): 1998, 2000, 2003
- Årets franske spiller: 1998, 2002
- FIFA's VM All-Star hold: 1998, 2006
- Årets spiller kåret af World Soccer: 1998
- Onze d'Or: 1998, 2000, 2001
- EM's bedste spiller 2000
- UEFA's EM All-Star hold: 2000, 2004
- Årets fodboldspiller i Serie A: 2001
- UEFA Årets Hold: 2001, 2002, 2003
- Bedste udenlandske spiller i La Liga: 2002
- UEFA Club Footballer of the Year: 2002
- FIFA World Cup Dream Team: 2002
- UEFA Golden Jubilee Poll: 2004
- Kåret af Pelé som en af de 125 største fodboldspillere i marts 2004
- FIFPro World XI: 2005, 2006
- IFFHS Verdens bedste playmaker: 2006
- VM's bedste spiller 2006
- Marca Leyenda: 2008
- Golden Foot: 2008
- World Soccer Dream Team: 2013
- UEFA Euro All Time XI: 2016

### Som træner
Real Madrid C.F.
- UEFA Champions League: 2015-16, 2016-17 2017-18
- Den Europæiske Supercup: 2016, 2017
- VM for klubhold: 2016, 2017
- La Liga: 2016-17, 2019-2020
- Supercopa de España: 2017

Personlig hæder
- Årets franske træner: 2016, 2017
- Onze d'Or: 2017, 2018
- Årets fodboldtræner (FIFA): 2017

## Privat
Zidane er født i Marseille med rødder i det kabylske folk.